# 大庄慈雲寺
23°59′33″N 120°32′37″E / 23.992436°N 120.543723°E
大庄慈雲寺，是位於臺灣彰化縣大村鄉大村村的觀音寺，其1947年的事件曾被改為電視劇。

## 沿革

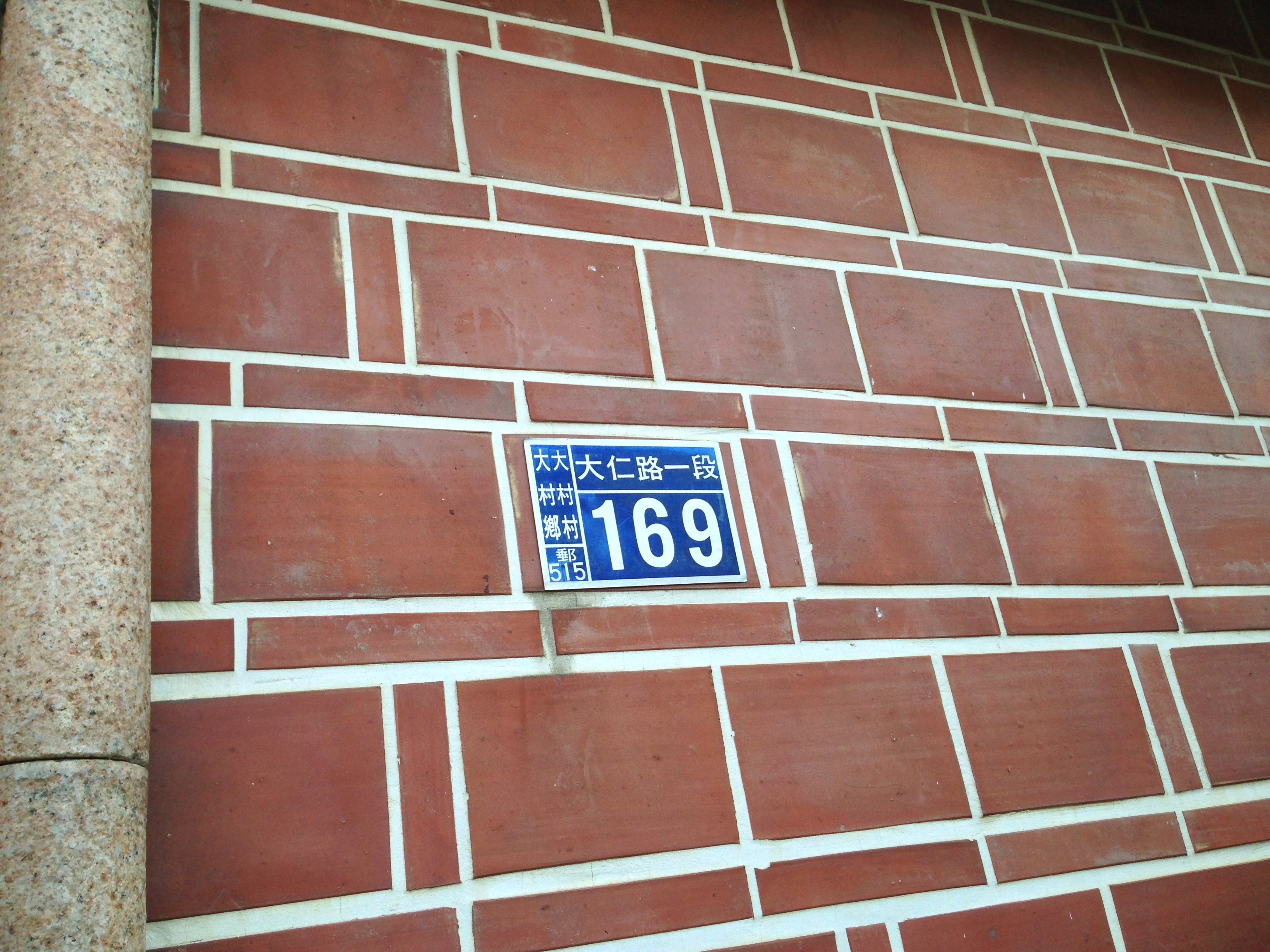
門牌為大村村大仁路一段169號。

此寺為道光元年(1821年)建立，原名「觀音媽廟」、「大庄觀音媽廳」。1920年改名「慈雲寺」。1967年整建。
原址正位在茄苳路轉角處，坪數84坪，逢年過節慶典時人潮擁擠、車輛難以通行，加上寺廟用地又被規劃為都市計劃道路用地，因而1988年就決定遷建，並選貢旗村賴德和所有的大村段433等3筆祭祀公業派下土地作遷建地點，由公業管理員賴連協等並決議將面積1000坪土地，以僅值市價五分之一左右的新台幣500萬元價格出售予寺方，鄉民許永泉則捐獻應納稅款126萬餘元。
1994年12月17日舉行遷建破土大典，縣長阮剛猛、立委洪性榮、省議員游月霞、前國代陳照娥、國代黃上揚、縣議員許瓊聰、大村鄉長賴錫卿等參加。1996年9月13日，阮剛猛主持上樑典禮。1998年12月8日遷移新廟，原址另後拆除。新遷後的腹地廣大，遂規劃涼亭、花園等造景，還相稱有三棵高大繁茂的樟樹。
寺方為照顧鄉內失能老人，決議開設大庄慈雲寺護理之家，乃逐年於旗興路一段購買用地，俟達到一甲五分地面積時再辦理變更，於2018年大年初四開幕。

## 黑米
據慈雲寺主委吳朝花在於2001年報導時介紹，1947年5月17日，大村村長賴耀崇說夢見觀世音菩薩表示慈雲寺廟埕會出現黑色米粒來救世人，人們就在該寺挖出黑米。當時瘧疾流行，傳出將黑米沖泡飲用即可治癒，遂吸引各地民眾前往挖掘黑米。吳朝花回憶，當時幾乎每日都有大批民眾蹲在不到十坪的廟埕挖掘，但每人都只能挖到三、四粒而已。有一名小孩子將挖得的三粒黑米轉售以買肉圓吃，結果肚痛不已。挖黑米的風潮一直持續一個月，以後即未再出現。
寺方將剩餘的七粒黑米放在正殿供桌右前方玻璃櫃中的三座小佛塔，還保存一張當年信眾蹲在土埕挖找黑米的老照片。民視《台灣奇案》節目製作單位將此故事搬上螢幕，由製作人郭美珠在2001年11月25日天率全體演員在慈雲寺主持開鏡儀式時，時任中央選委會主任委員的黃石城也應邀參加。黃石城為大村人，當過彰化縣長。
2016年報導時，八旬的主任委員賴秋吉也有敘述黑米的故事，並表示當時已讀小學的他也跟著家人挖土找米。

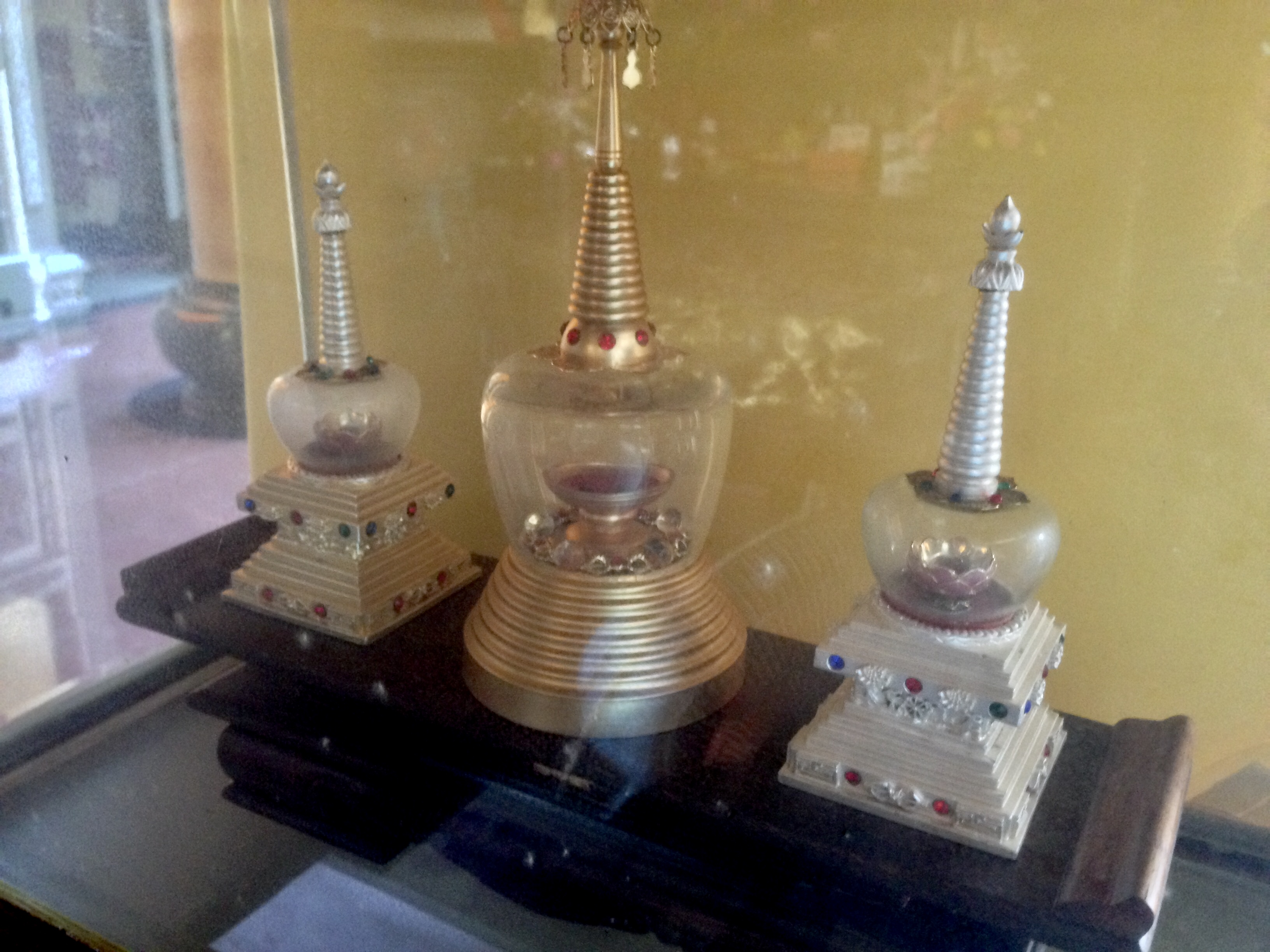
剩餘的七粒黑米。

## 祭祀
此寺為還祭拜文殊菩薩和普賢菩薩，為田洋村、大村村、南勢村、貢旗村等四村村民信仰中心。
每逢農曆初一、十五，多有信眾拿著小孩的衣服擺放在供桌數日，上香祈求菩薩降福庇佑或消災解厄。其衣服也有特別規定，耆老說一定要有衣領，必須把袖子摺放在前面，衣服再對摺在袖子上面。
其媽祖稱為「大庄媽」的梧棲浩天宮每兩年一次從北港朝天宮進香回鑾時，往例會於大村鄉遶境，並在慈雲寺前暫蹕，供信徒參拜，隨行信徒也可趁機歇歇腳，接受當地的早餐招待。昔日，梧棲浩天宮首次到朝天宮進香，途經燕霧大庄（大村鄉舊地名）時，發現此地地名與大庄相同，兩方大感親切，認為神明賜予緣份，此後有此慣例。

## 外部連結
- 大庄慈雲寺的Facebook專頁